# Lunery
Lunery is een gemeente in het Franse departement Cher (regio Centre-Val de Loire). De plaats maakt deel uit van het arrondissement Bourges. Lunery telde op 1 januari 2022 1.522 inwoners.

## Geografie
De oppervlakte van Lunery bedroeg op 1 januari 2022 32,87 vierkante kilometer; de bevolkingsdichtheid was toen 46,3 inwoners per km².
De onderstaande kaart toont de ligging van Lunery met de belangrijkste infrastructuur en aangrenzende gemeenten.

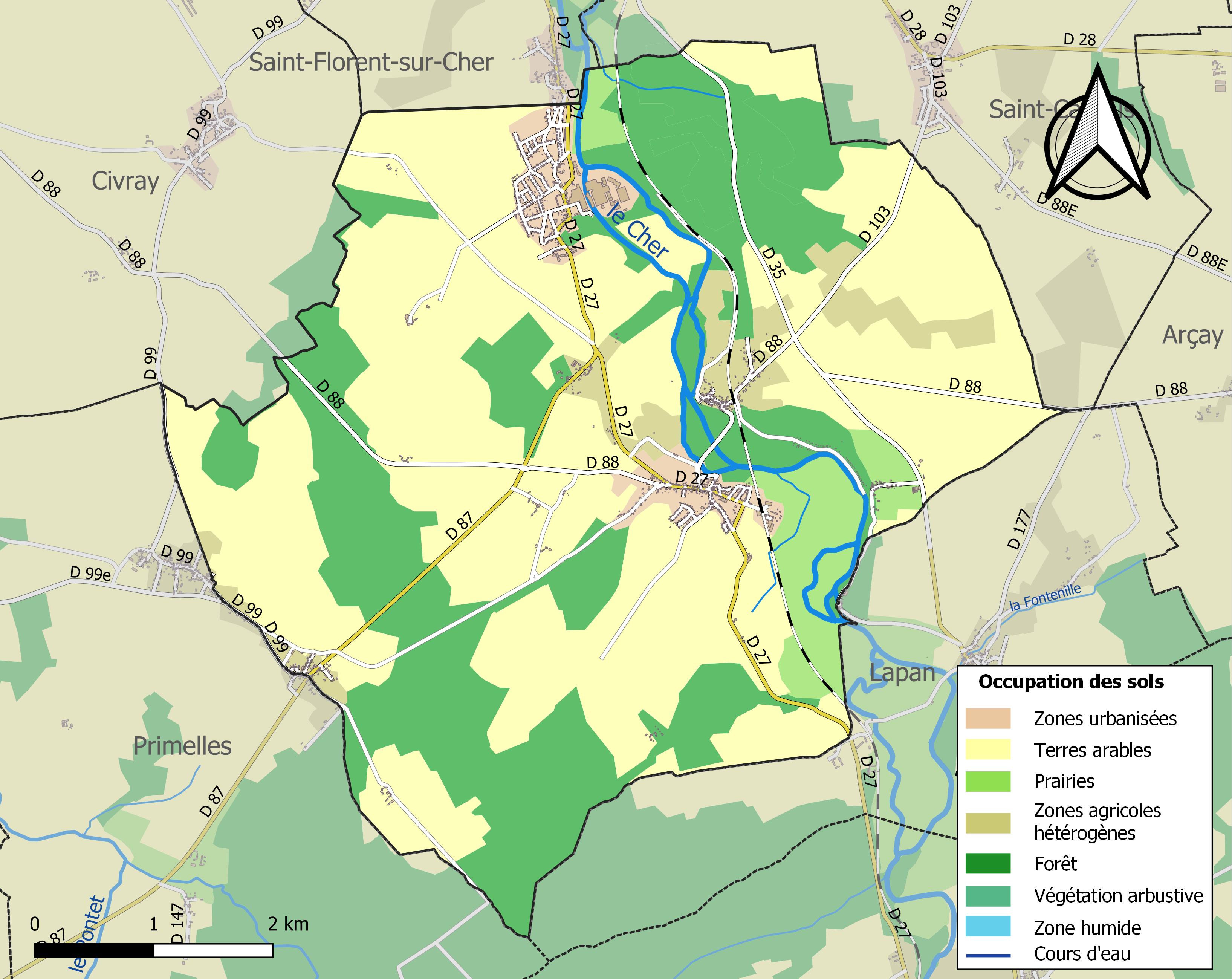

## Verkeer en vervoer
In de gemeente ligt spoorwegstation Lunery.

## Demografie
Onderstaande figuur toont het verloop van het inwonertal (bron: INSEE-tellingen).